# Сократ (спутник)
Сократ — российский студенческий космический спутник, относящийся к классу малых космических аппаратов, в частности наноспутников. Выполнен на платформе Кубсат (модификация платформы CubeSat 3U).
Испытания и подготовка к запуску проводились силами сотрудников и студентов НИИЯФ МГУ.
Спутник был выведен на орбиту 5 июля 2019 года при помощи ракеты-носителя «Союз 2.1б» с космодрома Восточный.

### Создание спутника
Спутник Сократ создан студентами и сотрудниками МГУ им. Ломоносова в рамках проекта «Универсат-СОКРАТ».
Расшифровывается полное название «Универсат-СОКРАТ» так: Университетские спутники Системы Оповещения Космической, Радиационной, Астероидной и Техногенной опасности.
На этапе создания спутника была определена его задача, в связи с чем на борту КА было установлено два основных аппарата — приборы «Сократ-Р», являющийся детектором энергичных заряженных частиц, и «ПП», который является детектором плазмы. Помимо этого, на борту установлен приёмник для получения сигналов с Земли.

### Работа на орбите
Спутник Универсат-СОКРАТ в качестве целевой задачи на период работы на орбите имеет отслеживание изменений космической погоды на околоземных высотах; одновременно с этим выполняются задачи по отработке новых технических решений и приборного состава, который был подобран для этого спутника.

### Интересные факты
С территории павильона «Космос» на ВДНХ можно было вести наблюдение в реальном времени за спутником Сократ в тот период, когда он работал на орбите. Это было сделано совместными усилиями руководства ВДНХ и МГУ в целях популяризации космонавтики.